# Liste der Kulturdenkmale in Golzern
In der Liste der Kulturdenkmale in Golzern sind die Kulturdenkmale des Grimmaer Ortsteils Golzern verzeichnet, die bis Juli 2024 vom Landesamt für Denkmalpflege Sachsen erfasst wurden (ohne archäologische Kulturdenkmale). Die Anmerkungen sind zu beachten.
Diese Aufzählung ist eine Teilmenge der Liste der Kulturdenkmale in Grimma.

## Golzern
| Bild                                    | Bezeichnung | Lage                          | Datierung | Beschreibung | ID       |
| --------------------------------------- | --- | ----------------------------- | --- | --- | -------- |
| Direkt Bild zu diesem Denkmal hochladen | Wohnhaus | Bergstraße 1 (Karte)          | Um 1900 | Putzfassade mit Ziegelgliederung, gründerzeitliches Gebäude, vermutlich Werkswohnbau der Papierfabrik Golzern, von ortshistorischer Bedeutung. Zweigeschossiger, verputzter Massivbau, Ziegelsteingliederung, unregelmäßiger Grundriss, Bruchsteinsockel, Kellerfenstergewände in Ziegelstein, Fenstersohlbänke in Ziegelstein, einfache Putzgliederung noch an einem Giebel und Rückseite erhalten, Krüppelwalmdach, mehrere Risalite mit Satteldach. | 08973551 |
| Direkt Bild zu diesem Denkmal hochladen | Nebengebäude eines Wohnhauses | Bergstraße 2 (Karte)          | Um 1890 | Wohl ursprünglich zur Papierfabrik Golzern gehörender Zweckbau des späten 19. Jahrhunderts in Fachwerkbauweise, ortsgeschichtlich von Bedeutung. Zweigeschossiger Bau, Erdgeschoss massiv, Obergeschoss Fachwerk, Erdgeschoss mit Toröffnung (vermutlich Eisenstützen), gelbe Klinkerausfachung, originale Fenster. | 08973552 |
| Direkt Bild zu diesem Denkmal hochladen | Doppelwohnhaus | Bergstraße 4, 6 (Karte)       | Um 1890 | Gut gegliederte gründerzeitliche Putzfassade, Werkswohnhäuser der Papierfabrik Golzern, von ortshistorischer Bedeutung. Zweigeschossiger Massivbau mit Putzgliederung, Putzlisenen, Türen und Fenster erneuert, profilierte Putztraufe, Satteldach. | 08973550 |
| Direkt Bild zu diesem Denkmal hochladen | Wohnstallhaus, Seitengebäude, Einfriedungsmauer mit Toreinfahrt, Hofpflaster und Bergkeller eines ehemaligen Vierseithofes | Täubchenweg 5 (Karte)         | Bezeichnet mit 1810, spätere Veränderungen                                                                                          | Repräsentative Hofanlage des frühen 19. Jahrhunderts, Zeugnis bäuerlicher Bau- und Lebensweise, bau- und ortsgeschichtlich von Bedeutung. - Wohnstallhaus: zweigeschossig, verputzter Massivbau, Türgewände in Porphyrtuff mit Schlussstein (Inschrift „I.G.L. 1810“), Mansarddach mit Gaube und Fledermausgaube, Fenstergewände in Porphyrtuff - Stall: eingeschossig mit Drempel, Sandsteintür- und -fenstergewände, Satteldach - Einfriedung: Bruchstein, Torpfosten in Ziegelstein (rot und gelb), Bergkeller in Bruchstein - Seitengebäude (Nummer 6 – kein Denkmal): zweigeschossig, Obergeschoss vermutlich Fachwerk, Türgewände in Sandstein (bezeichnet mit „G.L. 1849“), Mansarddach | 08973549 |
|                                         | Mühlenanwesen bestehend aus Wohnhaus und zwei Mühlengebäuden, mit Gedenktafel (Golzermühle) | Zur Papierfabrik 1, 3 (Karte) | 1838, im Kern älter | Ehemalige Wassermühle, später auch als Gasthaus genutzt, ortsgeschichtlich bedeutender Mühlenbetrieb mit straßenbildprägender Wirkung, technikgeschichtlich von Bedeutung. - Wohnhaus: zweigeschossiger massiver Putzbau, giebelseitig Standerker mit Balkon, im Giebel Uhr, aufgeputzte Lisenen und Gesimsband, profilierte Traufe, traufseitig Gedenktafel der Gefallenen Erster Weltkrieg mit Inschrift: „Aus der Golzernmühle starben fürs Vaterland“ (Namen der Gefallenen) „Das Blut aller derer, die im Glauben an Deutschlands Grösse gefallen sind, ist nicht vergebens geflossen. 1914–1918“, traufseitig Eingang mit alter Tür, alte Fußbodenfliesen, originales Treppenhaus mit Holzpaneelen - giebelseitig anschließendes Mühlengebäude: viergeschossiger Putzbau, Traufgesims, Zahnschnittfries aus Klinker, Rundbogen- und Segmentbogenfenster mit Sturzbögen aus Klinker, Satteldach, Dachaufbauten, Biberschwanzdeckung, zwischen beiden Mühlengebäuden im Obergeschoss verbretterte Verbindungsgänge, ornamentale eiserne Zuganker - gegenüber weiteres Mühlengebäude: viergeschossiger Putzbau mit abgetrepptem Flachdach, Segmentbogeneingänge und -fenster, Klinkersohlbänke, Traufgesims mit Klinkerfries, hofseitig ehemaliger Stallteil mit dorischen Säulen (zum Teil vermauert) - als Kopfbau nach vorn anschließendes Verwaltungsgebäude: zweigeschossiger Putzbau mit Drempelgeschoss, Lisenengliederung, alte Tür und Fenster, kräftiges Hauptgesims, Fensterbänke in Sandstein | 08973863 |
|                                         | Papierfabrik Golzern, ehemals Schroedersche Papierfabrik, bestehend aus drei sich um einen Hof gruppierenden, zusammenhängenden Produktionsgebäuden mit technischer Ausstattung (Kollergang), einem weiteren Produktionsgebäude jenseits der Straße (Gebäude mit technischer Ausstattung), Resten der Gleisanlage, Wasserkraftwerk und Turbinenhaus () | Zur Papierfabrik 2 (Karte)    | 1862 (Hauptgebäude); Ende 19. Jahrhundert (Erweiterungsbauten); bezeichnet mit 1910 (Kalandersaal-Neubau); 1927–1928 (Turbinenhaus) | Aus einem Mühlengrundstück hervorgegangene Fabrik, stattliche Anlage überwiegend des ausgehenden 19. Jahrhunderts, bedeutende Papierfabrik in Sachsen, zusammen mit der Arbeitersiedlung Kamerun in Bahren ortsgeschichtlicher Wert, aufgrund der verschiedenartigen Tragwerkskonstruktionen auch baugeschichtlich und aufgrund der insitu erhaltenen technischen Anlagen zudem technikgeschichtlich von Bedeutung. Geschichte: - Vorgängerbau einer handbetriebenen Papiermühle (Büttenpapier) - daneben Getreidemahlbetrieb von 1838 bis 1851 im Besitz der Gebrüder Dietrich - 1851 Brand der Papiermühle - 1860 Errichtung einer Maschinen-Papierfabrik durch der Inhaber der Leipziger Papiergroßhandlung Sieler und Vogel, Gottlieb Adolf Schroeder (1818–1876), 1860 Neubau bzw. Ausbau des bestehenden Naturwehres - 1862 erste dampfmaschinenbetriebene Papiermaschine der Firma Escher, Wys & Co., sowie Aufstellung der Hadernkocher, Ganzstoff-, Halbstoff- und Bleichholländer zur Herstellung von Hadernpapier, Rohstoff dafür waren weiße Wäscheabschnitte, Postsäcke, Segeltuch, graues Leinen und weißer Kattun, Lieferung per Pferdefuhr an die Verlagsanstalt Julius Klinkhardt / Leipzig, Vertrieb der Produkte erfolgte durch das Stammhaus Sieler & Vogel / Leipzig - 1866 Inbetriebnahme einer zweiten Papiermaschine, erbaut in der Maschinenfabrik Golzern, ermöglichte die Herstellung von 185 cm breiten Papierbahnen - ab 1867 erste Papiersorten mit Holzschliff hergestellt, 1867 Einrichtung eines Konsumvereins für die Arbeiter, Einrichtung einer Genossenschaft - 1877, 30. Juni: Eröffnung der Eisenbahnstrecke, Eisenbahnstation Golzern als Privatbahn - 1878 wird die Strecke staatlich - 16. Februar 1878 Fertigstellung der Eisenbahnbrücke mit Gleisanschluss in der Fabrik, die über den ehemaligen Mühlgraben führte, 27. März 1878 erste Bahn über die Brücke und das Privatgleis - 1879 Inbetriebnahme des ersten Kollergangs von Voith / Heidenheim - 1880 Einführung Liniiermaschine - 17. Februar 1881 Einführung elektrische Beleuchtung - 1883/84 Errichtung neuer Gebäude zur Aufstellung der dritten Papiermaschine, Arbeitsbreite 220 cm - 1882 Ankauf der abgebrannten Neumühle bei Böhlen zur Herstellung von Holzschliff, gleichzeitig Ausbau der Hadernzubereitungsanlage in Golzern, Hergestellung von feinsten bis mittelfeinen Druckpapieren aller Art, sämtliche Normalpapiere, Post- und Schreibpapiere, Wertzeichenpapiere, lichtechte farbige Umschlagpapiere, Bücher-, Noten-, Zeichen- und Schreibmaschinenpapiere, Kartons und Ausstattungspapiere für die Luxuspapierbranche, technische Papiere usw. - 1890, 2. Dezember: Einweihung der Muldenbrücke – vorher Transport der Rohstoffe nach Bahren mittels Pferdefuhrwerken, Personentransport mittels Fährbetrieb, zwischen 1884 und 1890 Rohstofftransport mittels Drahtseilbahn über die Mulde zur Fabrik - 1891, 3. Juli: Beginn Abbruch der Papiermaschine I (stetige Erneuerung der Papiermaschinen, so 1908) - 1891, September: Installation einer Papiermaschine I, 190 cm Arbeitsbreite - 1892 Errichtung Turbinenhaus mit fünf Turbinen am ehemaligen Mühlgraben, Anlage eines Brunnens mit Pumpen zur Frischwassergewinnung - 1893/94 Einrichtung eines Labors - 1894 Installation eines Haderndreschers der Firma Voith - 1895 Erweiterung Turbinenhaus - ab 1897 Herstellung Kunstdruckpapier - 1910 Errichtung Produktionsgebäude für Papiermaschine III - 1913 Schließung der Maschinenbauanstalt ehemals Gottschald, Übernahme von Gebäudeteilen durch Papierfabrik - 1913 Einstellung der Holzschleiferei Neumühle b. Böhlen - 1914–1917 Nutzung als Gefangenenlager - 1915–1918 keine Produktion. Das Unternehmen entwickelte sich zu einer der bedeutendsten Papierfabriken Deutschlands. Nach dem Tod des 1818 geborenen Gründers übernahmen die Söhne Max (1853–1901) und Martin († 1913), später der Enkel Fritz († 1929) die Firmenleitung. Das Unternehmen blieb bis zur Enteignung 1945 im Familienbesitz. - 1927 Verfüllung des Mühlgrabens und Verrohrung des Wasserflusses - 1946 Enteignung und Überführung zum Volkseigenen Betrieb - 1949–1989 auch Ausbildungsstätte für Papiermacher - 1946–1990 Herstellung von Druck- und Spezialpapieren - 1990 Einstellung des Betriebes - zwischen 1. September 1989 bis 28. Februar 1990 Einrichtung einer Betriebsakademie des VEB Zellstoff und Papier Heidenau - 1993 Gründung der Papierfabrik Golzern GmbH, Herstellung von Format- und Rollenware sowie Verpackungs- und Krepppapiere - 2003 Abbruch Massivgebäude für Antrieb PM I - 2005 Abbruch Energieanlagen im Anbau, Sanierung Verbindungsgang - 2007 Dachneudeckung Verwaltungsbau (1862) - 2009 Anbringung von Fotovoltaikanlage auf dem Turbinenhaus - nach 2013 Umstellung der Produktion auf Papierverarbeitung - 2014/15 Einstellung der Produktion und Schließung des Standorts Denkmale: - Produktionsgebäude A: errichtet 1860–1862 für zwei Papiermaschinen A und B mit Verwaltungstrakt, mehrfach erweitert, dreigeschossiger verputzter Bruchsteinbau mit Ziegelsteingliederung, Satteldach, Giebel reich gegliedert, Ziegelsteinsohlbänke der Fenster, im Erdgeschoss ehemaliger Turbinensaal mit zwei doppelreihigen Gusseisensäulen, Decken- und Bodenöffnungen verschlossen, im 1. und 2. Obergeschoss Büroausstattung der 1960er Jahre teilweise erhalten, Treppenhaus mit hölzerner Treppe und reich verziertem, hölzernem Treppengeländer, 2007 Erneuerung des Dachstuhls, angrenzender Gebäudetrakt nach 1860 angebaut, verputzt, Satteldach, darin enthalten im Erdgeschoss eiserne Gliedertreppe, im ersten Obergeschoss Werkstatt, im zweiten Obergeschoss Bütten, im Eckgebäude Schaltstation erhalten - muldenseitiger Fabrikteil: Produktionsgebäude C mit Verbindungsbau zum Gebäudeteil A, errichtet 1883/84, im Erdgeschoss Kollergang mit zwei Mahlsteinen und Antrieb, im Dachgeschoss Bütten sowie eiserne Wendeltreppe mit Blechschutz sowie Blech-(Feuerschutz)-Türen erhalten, im Erdgeschoss des Querbaus doppelte Gusseisensäulenreihe, wahrscheinlich auch Transmissionsraum, in der Durchfahrt zum Hof Gleise der ehemaligen Bahn erhalten, Produktionsgebäude C um 1910 erweitert/verbreitert, mit Anbau von 1923, ursprünglich mit zwei Lichthöfen, die bei der Erweiterung überbaut wurden, ursprüngliches Haus mit Rundbogenfenstern (im Gebäude an verblendeter Mauer noch zu sehen), dort Papiermaschine C eingerichtet, im ersten Obergeschoss Papiersortiersaal, im Dachgeschoss Lager, Satteldächer, am muldenseitigen Gebäudeteil verändert, dort Wellblechdeckung, größtenteils zweigeschossige Ziegelsteinbauten, zum Teil verputzt, Treppenhaus am Querbau mit Klinkern mit Rundbögen - Kalandersaal-Neubau (bezeichnet mit 1910): zweigeschossiger Ziegelsteinbau, Kunststeinfensterstürze, große Segmentfenster, Sandsteinsohlbänke der Fenster, Flachdach, zweiter Wasserturm an der Außenseite (abgebrochen), unterkellert mit Gewölbe, Anbau auf Betonsäulen für Elektromotoren, später für Generatoren, gusseiserne Säulen mit Stahlfachwerkkonstruktionsüberbau unter Preußischer Kappendecke, teilweise auch Kassettendecke, Dachgeschoss Stahlfachwerktragwerk, org. Bodenplatten, Betonwände für Lagerzwecke, zwei originale Eingangstür zweiflügelig - Kesselhaus im Hof mit Verbindungsbau zum Produktionsgebäude A und Schornsteinsockel, um 1880/1890, eingeschossiger Ziegelsteinbau (roter Ziegelstein mit gelber Ziegelsteingliederung), verschiedene Fenstertypen u. a. acht mal vier Segmentfenster und Rundbogensegmentfenster, Satteldach, quadratischer Schornsteinsockel an der nördlichen Gebäudeseite, ehemals je eine 150- und 300-PS-Dampfmaschinen betrieben - Produktionsgebäude (bezeichnet mit 1921), Kreppsaal, andere Straßenseite, mehrgeschossiger Fabrikbau in Ziegelstein, spätere Dachaufbauten der 1920er Jahre, unterkellert, mit Einrichtung eines Veranstaltungsraumes der 1980er Jahre mit Falt-Schiebetür (Raumteiler) - Turbinenhaus und Wehrbau (1927/28): Turbinenhaus in Klinker mit Walmdach. Kaplanturbine, seit 1929 in Betrieb, 66,00 m³/s, Nutzfallhöhe 2,60 Meter Wehr: Festes Wehr, zwei Freifluter, Wehrhöhe 2,40 Meter, Wehrbreite 196 Meter, Obergrabenlänge 100 Meter, Obergrabenbreite 19,50 Meter, Höhe der festen Wehrschwelle 120,01 m NN, Höhe des Wehraufsatzes 122,70 m NN, Art des Grundablasses: Schützentafel - Reste der Gleisanlage an der nördlichen Fabrikhofseite, im Durchgang Abgebrochene Denkmale: - ehemaliges Konsumgebäude (um 1890): zweigeschossiger Massivbau, Erdgeschoss verputzt, Obergeschoss verbrettert, reich gegliedertes Kranzgesims in Ziegelstein, Plattformdach, originale Fensterrahmungen in Holz, - runde Esse (bezeichnet mit 1921, Inschrifttafel): gelber Ziegelstein - beide Wassertürme | 08973548 |

## Tabellenlegende
- Bild: Bild des Kulturdenkmals, ggf. zusätzlich mit einem Link zu weiteren Fotos des Kulturdenkmals im Medienarchiv Wikimedia Commons. Wenn man auf das Kamerasymbol klickt, können Fotos zu Kulturdenkmalen aus dieser Liste hochgeladen werden:
- Bezeichnung: Denkmalgeschützte Objekte und ggf. Bauwerksname des Kulturdenkmals
- Lage: Straßenname und Hausnummer oder Flurstücknummer des Kulturdenkmals. Die Grundsortierung der Liste erfolgt nach dieser Adresse. Der Link (Karte) führt zu verschiedenen Kartendiensten mit der Position des Kulturdenkmals. Fehlt dieser Link, wurden die Koordinaten noch nicht eingetragen. Sind diese bekannt, können sie über ein Tool mit einer Kartenansicht einfach nachgetragen werden. In dieser Kartenansicht sind Kulturdenkmale ohne Koordinaten mit einem roten bzw. orangen Marker dargestellt und können durch Verschieben auf die richtige Position in der Karte mit Koordinaten versehen werden. Kulturdenkmale ohne Bild sind an einem blauen bzw. roten Marker erkennbar.
- Datierung: Baubeginn, Fertigstellung, Datum der Erstnennung oder grobe zeitliche Einordnung entsprechend des Eintrags in der sächsischen Denkmaldatenbank
- Beschreibung: Kurzcharakteristik des Kulturdenkmals entsprechend des Eintrags in der sächsischen Denkmaldatenbank, ggf. ergänzt durch die dort nur selten veröffentlichten Erfassungstexte oder zusätzliche Informationen
- ID: Vom Landesamt für Denkmalpflege Sachsen vergebene, das Kulturdenkmal eindeutig identifizierende Objekt-Nummer. Der Link führt zum PDF-Denkmaldokument des Landesamtes für Denkmalpflege Sachsen. Bei ehemaligen Kulturdenkmalen können die Objektnummern unbekannt sein und deshalb fehlen bzw. die Links von aus der Datenbank entfernten Objektnummern ins Leere führen. Ein ggf. vorhandenes Icon  führt zu den Angaben des Kulturdenkmals bei Wikidata.